# Christian Heurich

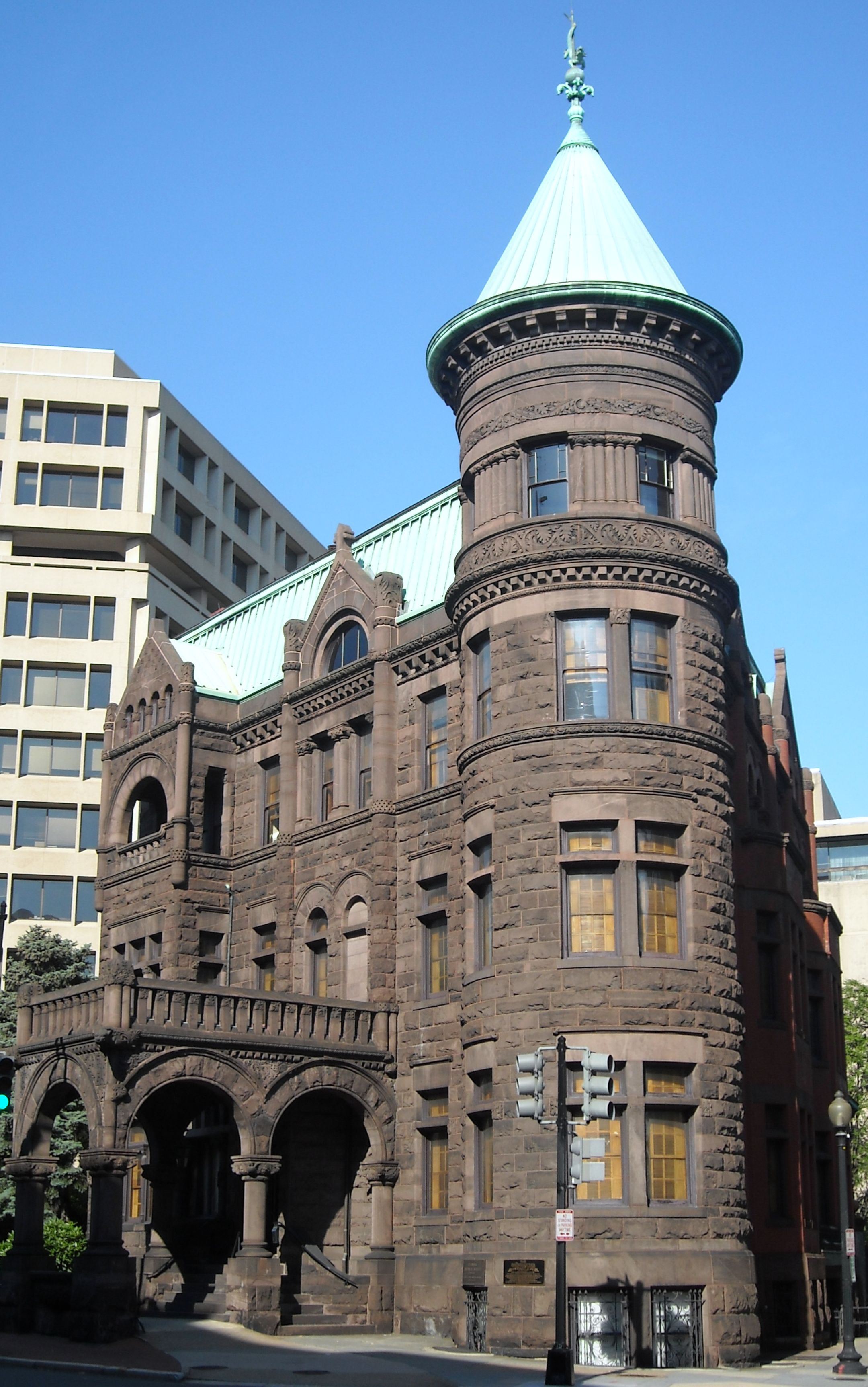
Heurich House, Washington, D.C.

Christian Heurich (* 12. September 1842 in Haina (Südthüringen); † 7. März 1945 in Washington, D.C.) war ein amerikanischer Brauereibesitzer und Philanthrop.

## Leben
Christian Heurich wurde 1842 in Haina als jüngstes von vier Kindern eines Gastwirts geboren. Seine Eltern Casper und Margarete hatten zwei Töchter und zwei Söhne. Die ersten zwölf Jahre lebte er in Haina. Zwei Jahre später schloss er die Schule in Römhild ab. Mit 14 Jahren wurde er Vollwaise. Er absolvierte eine Lehre als Brauer und Metzger in Themar und begab sich anschließend auf eine mehrjährige Wanderschaft. Diese führte ihn zuerst nach Basel, bevor er mehrere Wochen in München verbrachte. Er reiste die Donau abwärts nach Wien, wo er für zwei Jahre als Brauer arbeitet, bevor er weiter nach Graz, Triest, Venedig und Mailand reiste. Im April 1863 kam er noch einmal nach Römhild zurück um seinen Wehrdienst abzuleisten. Er wurde jedoch als untauglich eingestuft. Danach arbeitete er noch einige Jahre in Wien als Brauer. Sein größter Traum war es jedoch seine eigene Brauerei zu eröffnen. Dies wäre ihm jedoch in Wien nie gelungen und so folgte er der Einladung seiner ältesten Schwester Elisabeth in die USA zukommen. Diese war schon 1859 ausgereist.
1866 reiste er zunächst nach Hamburg, um von dort an Bord der  Great Britain nach London zu reisen. Mit der Helvetia reiste er von Liverpool nach New York, wo er am 11. Juni ankam und wovon er nach Baltimore zu seiner Schwester fuhr. Er blieb 18 Monate in Baltimore, lernte Englisch und arbeitet als Brauer, bevor er zuerst nach Chicago, später in die Nähe von Topeka zu einem Cousin zog. 1872 kehrte er nach Baltimore zurück, um mit seinem alten Braumeister Paul Ritter eine Brauerei zu kaufen. Nachdem sie sich verschiedene Brauereien angeschaut hatten, kauften sie die Schnell Brewerey in der 20th Street in Washington, D.C. von Georg Schnell. Nur ein Jahr später übernahm er die Anteile von seinem Partner und gründete so seine eigene Brauerei. Im gleichen Jahr heiratete er seine erste Frau – Amelia Schnell, die Witwe von Georg Schnell.

Er stieg in Washington zu einem der größten Landbesitzer und Bierbarone dieser Zeit auf. Er gründete seine Brauerei 1873 in der 20th Street, Washington D.C. 1884 zog sie an die Stelle um, an der sich heute das Kennedy Center befindet. 1962 wurde sie im Zuge des Baus des Kennedy Centers abgerissen. Weil er das Geschäft bis kurz vor seinem Tod mit 102 Jahren selbst führte, gilt er als der älteste Bierbrauer der Welt. Gebliebenes Zeugnis seines Reichtums und Schaffens ist das sog. „Heurich House“, eine schlossähnliche Villa, 1892/94 im spätviktorianischen Stil in Washington D.C. erbaut. Er hatte einen Sohn und zwei Töchter. Sein Sohn Christian Heurich Jr. (1901–1979) leitete nach seinem Tod die Brauerei und spendete zusammen mit seinen Schwestern 3.750 Quadratmeter Land auf dem Gelände der ehemaligen Brauerei für den Bau des Kennedy Centers.

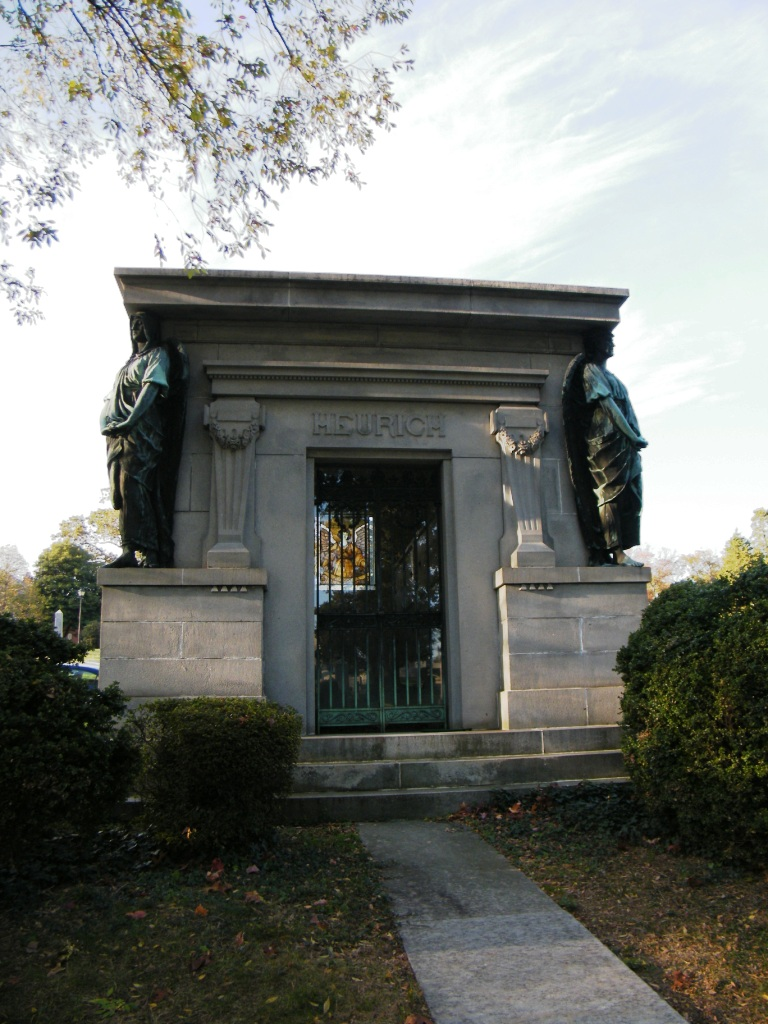
Heurich-Mausoleum

Beigesetzt wurde Christian Heurich im „Heurich-Mausoleum“. Das 4,6 Meter × 6,7 Meter × 4,9 Meter große Mausoleum wurde von dem Bildhauer Edmond Romulus Amateis geschaffen und befand sich ursprünglich auf einer Milchfarm der Heurichs in Prince George’s County. Seit 1951 befindet es sich auf dem Washingtoner Friedhof „Rock Creek Cemetery“.

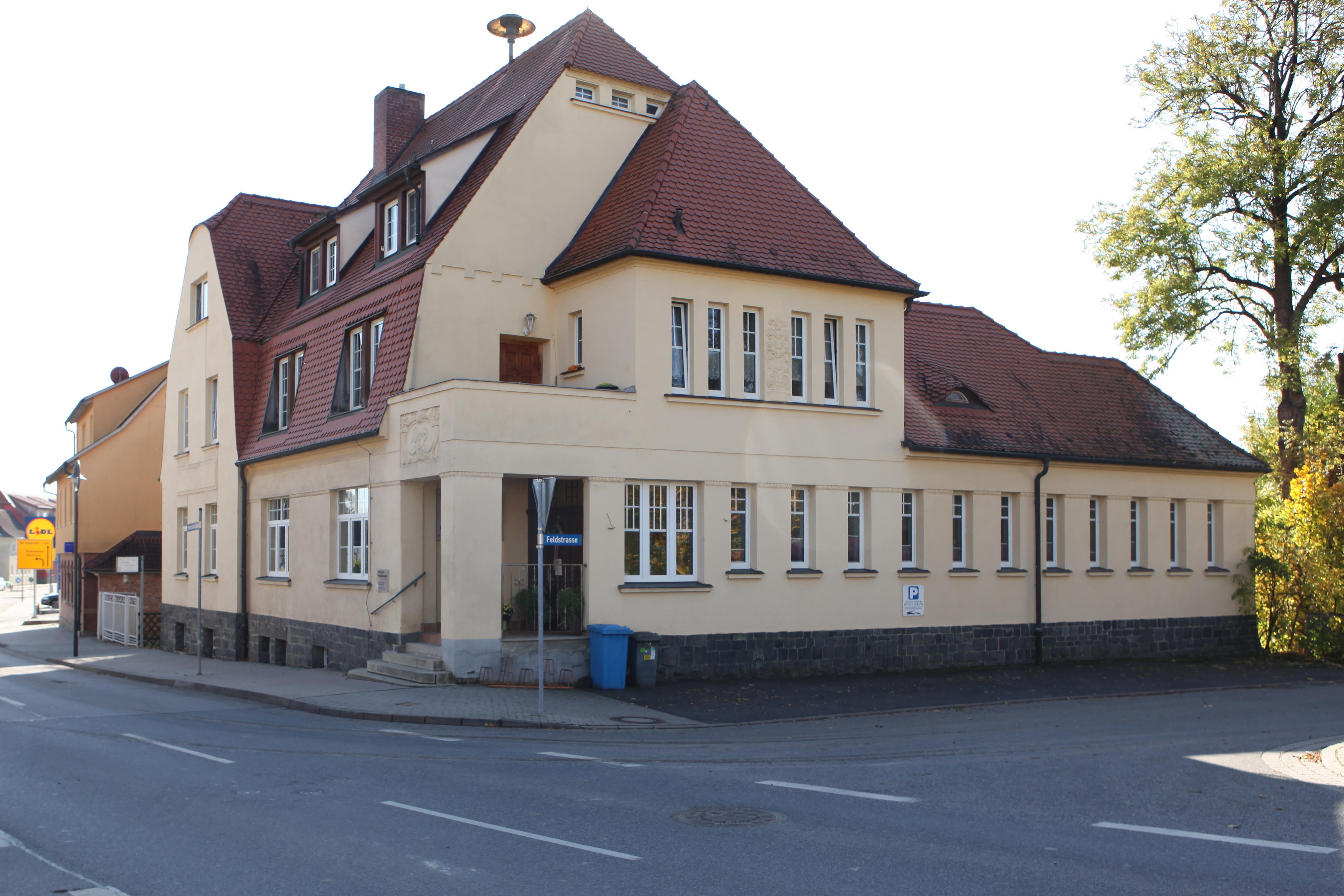
Volksbad in Römhild, Heurichstraße

Christian Heurich blieb seiner Heimat zeitlebens verbunden. Er stiftete in Römhild das Volksbad und das Steinsburgmuseum zwischen den Gleichbergen. In Haina ließ er einen Kindergarten errichten und in Römhild unterstützte er das Waisenheim. Vermutlich 1891 wurde Heurich für eine Geldspende nach einem Stadtbrand zum Ehrenbürger von Römhild ernannt, wo noch heute eine Straße nach ihm benannt ist.

## Schrift
- Aus meinem Leben, 1842–1934: Von Haina in Thueringen nach Washington in den Vereinigten Staaten von Amerika. Lebenslauf und Erinnerungen, C. Heurich, 1934